# جون فالنر
جون فالنر (بالسويدية: Johan Wallner)‏ هو متزحلق جبال الألب سويدي، ولد في 8 فبراير 1965 في فيليبستاد ‏ في السويد.

## وصلات خارجية
- جون فالنر على موقع الاتحاد الدولي للتزلج (التزلج على المنحدرات الثلجية) (الإنجليزية)
- جون فالنر على موقع أوليمبيديا (الإنجليزية)
- جون فالنر على موقع اللجنة الأولمبية السويدية (السويدية)